# 美山町立北武芸小学校
美山町立北武芸小学校（みやまちょうりつ きたむげしょうがっこう）は、かつて岐阜県山県郡美山町（現・山県市）に存在した公立小学校。

## 概要
- 旧・山県郡北武芸村の小学校であった。2001年に谷合小学校、葛原小学校と統合し、いわ桜小学校の新設により廃校。
- 2023年現在、建物は「山県市みやまジョイフル倶楽部」として使用されている。

## 沿革
- 1873年（明治6年） - 武儀郡佐野村、徳永村、笹賀村、田栗村の4ヶ村が合同で益進義校を開校。椿村に益進義校椿支校を設置。
- 1883年（明治16年）1月6日 - 椿支校が椿学校として独立する。
- 1886年（明治19年） - 笹賀簡易小学校に改称する。
- 1892年（明治25年） - 笹賀尋常小学校に改称する。
- 1897年（明治30年） -
  - 笹賀村、田栗村、椿村、徳永村、佐野村が合併し、北武芸村が発足。
  - 椿尋常小学校を統合する。椿分教場を設置。
- 1919年（大正7年） - 北武芸尋常小学校に改称する。
- 1922年（大正10年） - 北武芸尋常高等小学校に改称する。校舎を新築。
- 1941年（昭和16年）4月1日 - 北武芸国民学校に改称する。
- 1947年（昭和22年）4月1日 - 北武芸村立北武芸小学校に改称する。
- 1950年（昭和25年）4月1日 - 北武芸村が武儀郡から山県郡に移る。
- 1955年（昭和30年）4月1日 -
  - 山県郡谷合村、富波村、葛原村、北山村、北武芸村、西武芸村および武儀郡乾村と合併し美山村が発足。同時に美山村立北武芸小学校に改称する。
  - 田栗地区が北武芸小学校校区から谷合小学校校区に移る。
  - 網掛地区[注釈 1]が北武芸小学校校区から富波小学校校区に移る。
- 1964年（昭和39年）4月1日 -
  - 美山村が町制施行し美山町となる。同時に美山町立北武芸小学校に改称する。
  - 校舎の老朽化のため、隣接する旧・北武芸中学校の校舎に移転する。
- 1971年（昭和46年）4月 - 新校舎（鉄筋コンクリート造）が完成。
- 1971年（昭和46年）12月 - 椿分校を廃止。
- 2001年（平成13年）3月31日 - 統合により廃校。